# Turrite Cava
Der Turrite Cava ist ein rechter Nebenfluss des Serchio, der nach insgesamt 15 km dem Serchio zufließt. Er ist als Torrente klassifiziert und fließt in der Landschaft der südwestlichen Garfagnana, Provinz Lucca, Toskana.

## Verlauf

### Hauptarm und Nebenarme
Der Turrite Cava entspringt in den südöstlichen Apuanischen Alpen im östlichen Gemeindegebiet von Stazzema. Der südliche Hauptarm entspringt am Foce del Termine nahe dem Monte Matanna (1317 m), der nördliche Nebenarm am Monte Bicocca (1038 m) bzw. den nahen Foce delle Porchette (982 m). Beide vereinigen sich südlich von Palagnana, einem Ortsteil von Stazzema. Von hier fließt der Turrite Cava nach Osten, verlässt Stazzema und gelangt nach Gragliana (Ortsteil von Fabbriche di Vergemoli). Bis hier hin firmiert der Fluss auch als Fosso Turrite di Gragliana e Palagnana. Hinter Gragliana stößt bei Romiti der rechte Nebenfluss Rio Turrite (auch Rio di Turrite di Pascoso oder Turrite di San Rocco genannt) hinzu. Bis hierhin dient der Torrente der Gemeinde Pescaglia als nordwestliche Gemeindegrenze. 

### Turrite Cava

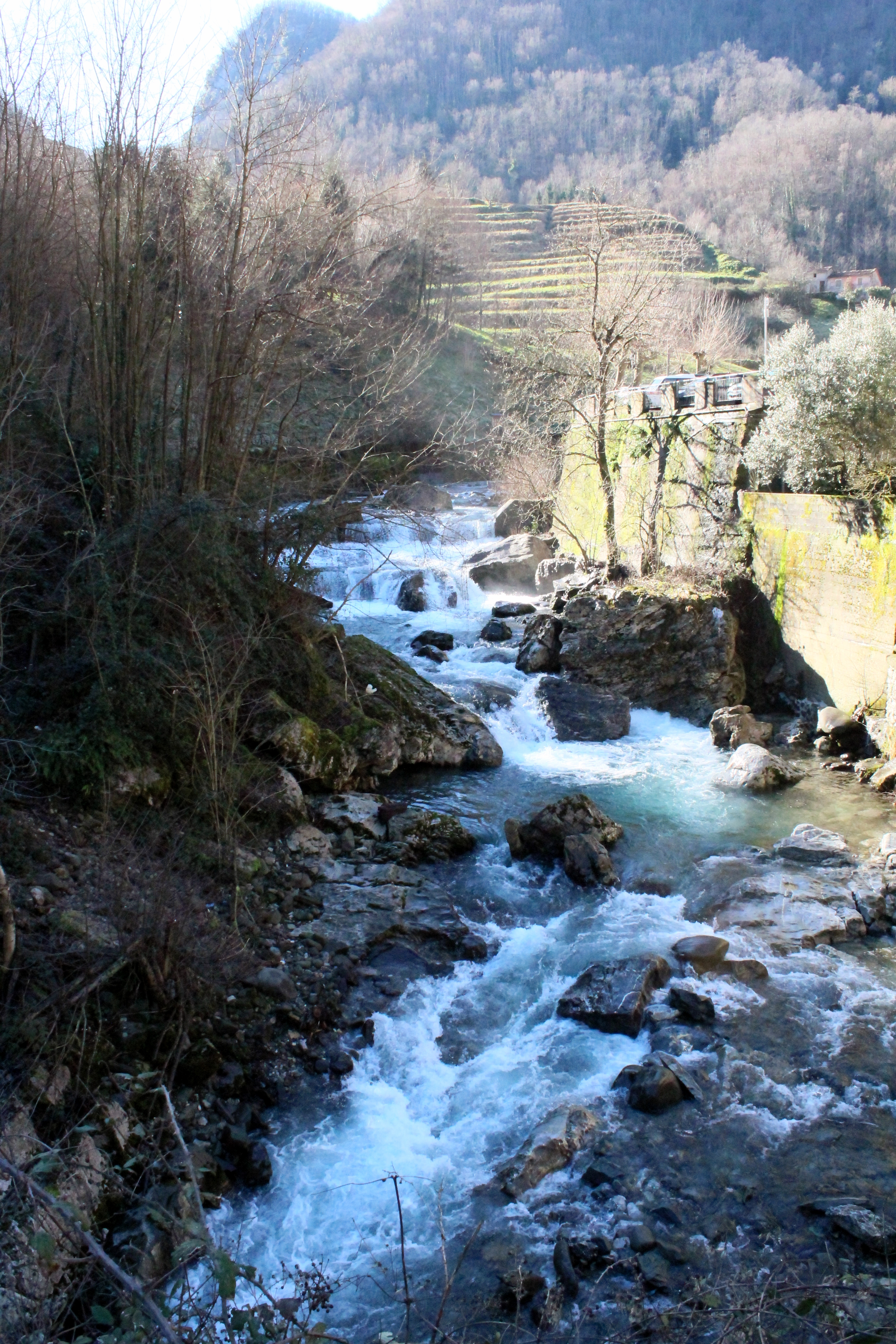
Die Wasserfälle bei Fabbriche di Vallico nach der Brücke Ponte della Dogana

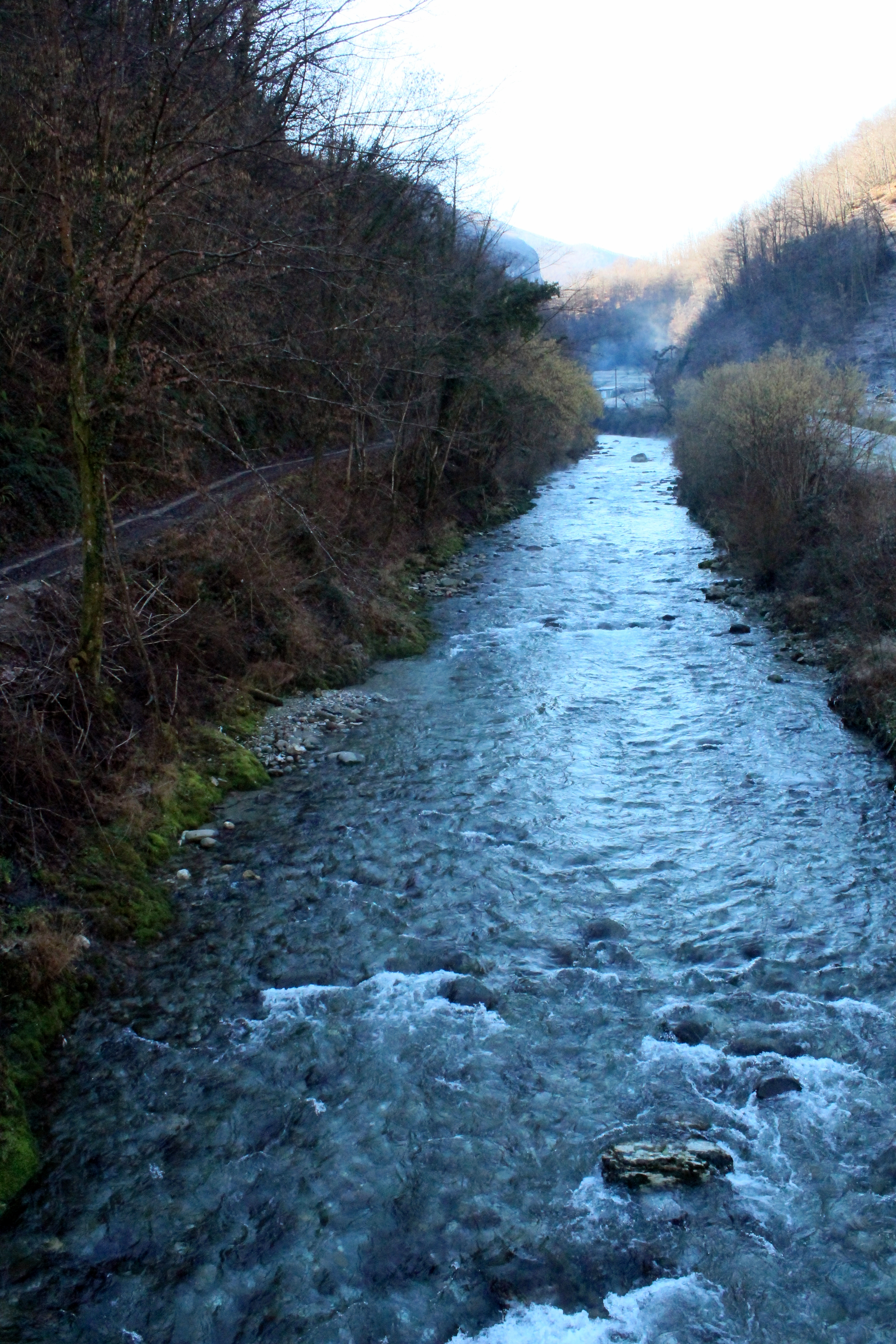
Der Turrite Cava kurz vor dem Stausee Lago di Turrite Cava

Nach dem Zusammenfluss der Torrite bei Romiti verläuft der nun einheitlich Turrite Cava genannte Sturzbach nach Osten und erreicht den Ortskern von Fabbriche di Vallico. Hier passiert er die aus dem 14. Jahrhundert stammende Zollbrücke Ponte della Dogana. Nach Fabbriche di Vallico zieht der Fluss nach Nordosten und unterfließt bei der Località Molini die aus dem 14. Jahrhundert stammende Brücke Ponte ai Molini (Brücke an den Mühlen), danach tritt er in das Gemeindegebiet von Gallicano ein. Hier verbringt er einen großen Teil als Gemeindegrenze zwischen Gallicano (3 km) und Borgo a Mozzano (2 km). Nach Pontaccio (Gallicano) und seiner steinernen Bogenbrücke aus dem 14. Jahrhundert unterquert der Fluss Provinzstraße SP 37 und erreicht den 1937–1939 erbauten und von der Enel betriebenen Stausee Lago di Turrite Cava (auch Bacino di Cardora genannt). Dieser erstreckt sich über 1200 × 70 m, die Staumauerhöhe ist 35 m. Kurz darauf erreicht der Turrite Cava den Ort Turritecava, einem Ortsteil von Gallicano an der Gemeindegrenze zu Borgo a Mozzano, und fließt als rechter Nebenfluss in den Serchio.

## Bilder

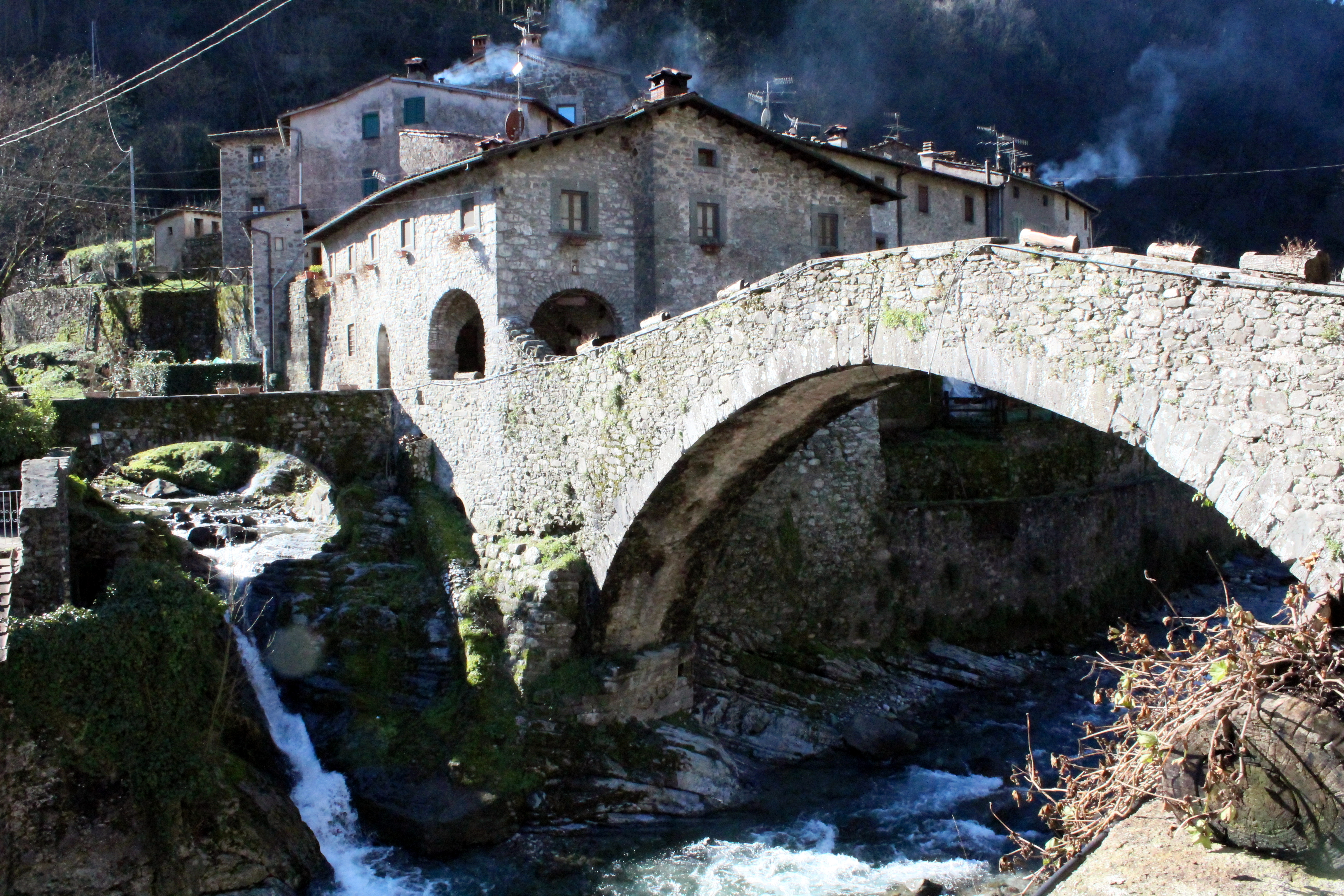
Der Turrite Cava an der Ponte della Dogana im Ortszentrum von Fabbriche di Vallico, links das ehemalige Zollhaus
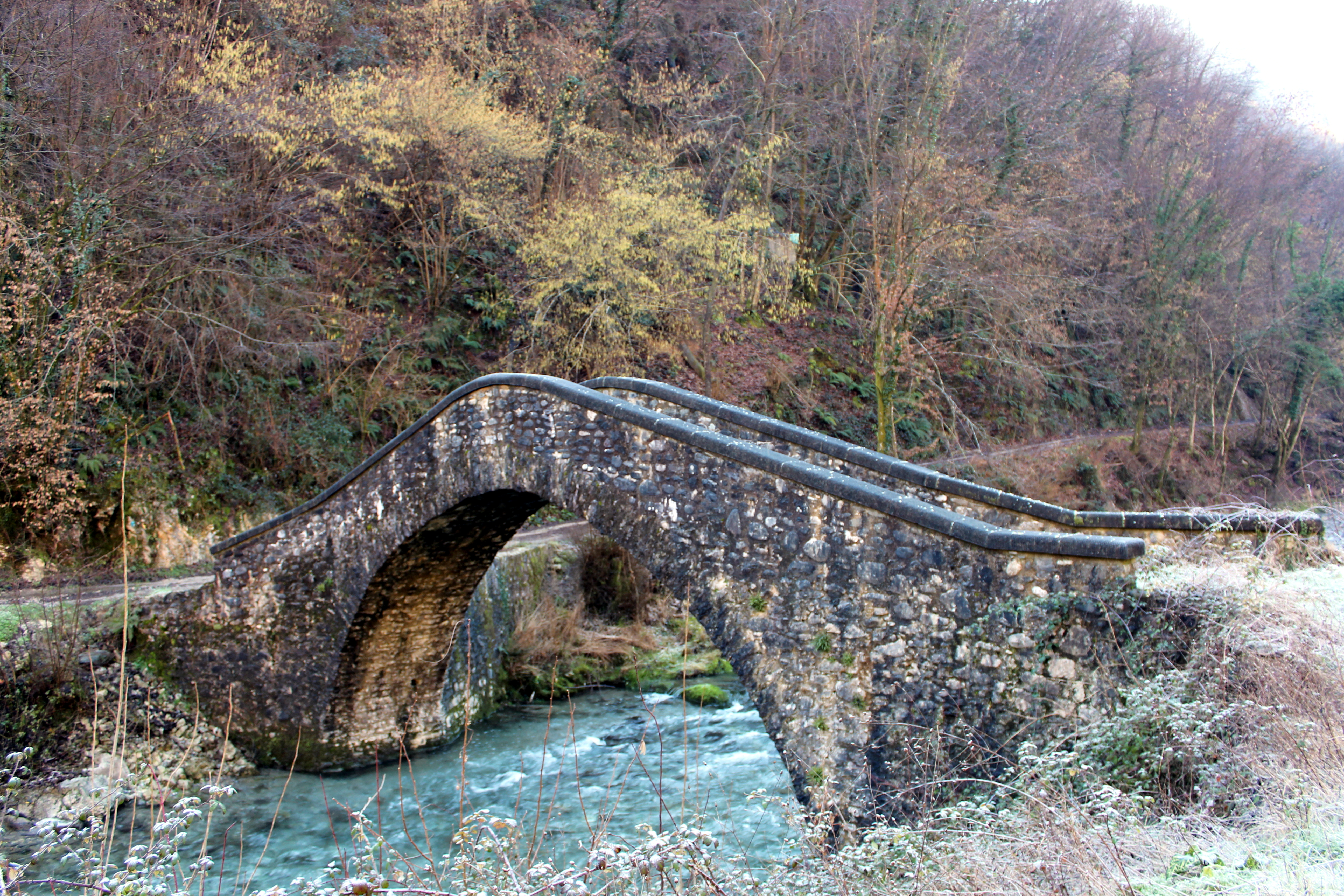
Der Turrite Cava bei der Brücke Pontaccio (Gallicano)
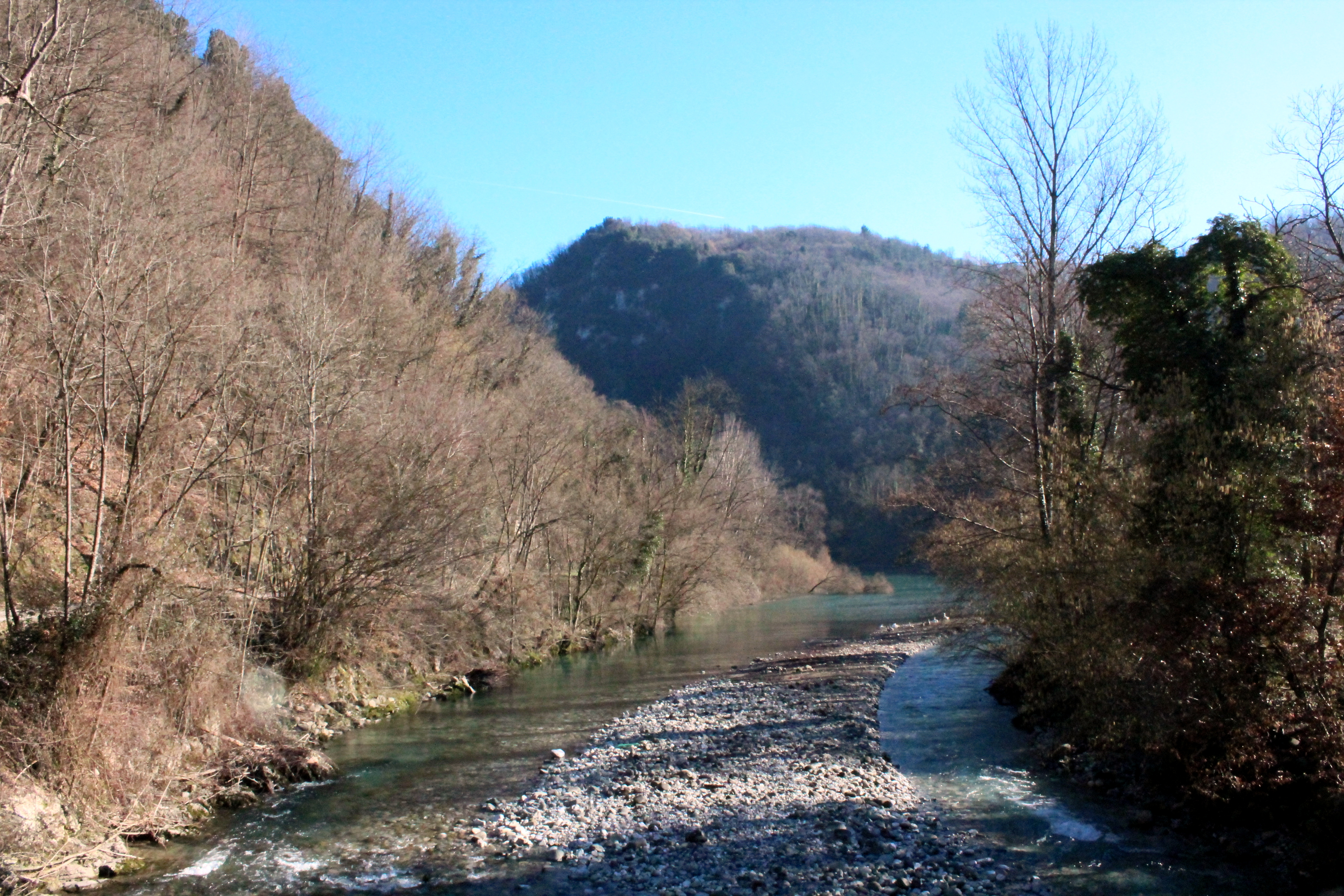
Der Turrite Cava nach Pontaccio und kurz vor dem Stausee Lago di Turrite Cava